# Лоброн, Эрик
Эрик Лоброн (нем. Eric Lobron; род. 7 мая 1960, Джермантаун, Пенсильвания) — немецкий шахматист. Двукратный чемпион страны; в 1982 году признан Международной шахматной федерацией гроссмейстером.

## Биография
Родился 7 мая 1960 года в Джермантауне (Пенсильвания). В возрасте 5 лет переехал вместе с семьёй в Германию и рос в Висбадене. В 1978 году стал чемпионом страны по шахматам среди юниоров.
Два года спустя Лоброн одержал победу на чемпионате Германии по шахматам в Бад-Нойенар-Арвайлере, что позволило ему стать «международным мастером» (один из титулов ФИДЕ). После этого он бросил учёбу и стал участвовать в международных шахматных турнирах.
В 1981 году победил в Биле Властимила Горта; в 1982 году в Рамат-ха-Шароне и Маниле — Льва Полугаевского. В том же году был признан гроссмейстером, после чего одержал ещё несколько как командных, так и личных побед: в 1983-м в Нью-Йорке, в 1986-м в Биле (снова над Львом Полугаевским), а также в Брюсселе и Тер Апеле — оба в 1987-м. В 1992 году стал единственным победителем на открытом чемпионате. Также в 1984 году повторно — во второй раз — стал победителем чемпионата Германии.
Лоброн пытался подняться в рейтинге профессиональной шахматной ассоциации, показав хорошие результаты на отборочном турнире в Гронингене (1993). Он опередил Юдит Полгара, Веселина Топалова и Евгения Бареева.
Трижды выступал в командном чемпионате Европы по шахматам: 1983, 1989 и 1992 годах.
В 2004 году вступил в роман с Кармен Касс — супермоделью и президентом Эстонской шахматной федерации. Перед Олимпиадой-2008 Касс выступала за проведение чемпионата по шахматам в своей стране, однако уступила первенство Дрездену.
Рейтинг Эло на пике карьеры — 2625. 
Эрик Лоброн также играет в нарды.

## Изменения рейтинга
| Графики недоступны из-за технических проблем. См. информацию на Фабрикаторе и на mediawiki.org. |